# Красный Карлик Детройта
Красный Карлик Детройта (фр. Nain Rouge; англ. Red Dwarf; Детройтский Красный Карлик или просто Красный Карлик) — мифическое существо, встречающееся во французских и американских легендах.

## Описание
По утверждениям очевидцев рост существа довольно низкий. Его обычно сравнивают с гномом или ребёнком. Во рту большие гнилые зубы, глаза красные, налиты кровью. Ещё говорили, что Красный Карлик носит красные меховые сапоги. Также один очевидец утверждал, что существо имело рога. Кроме того, чаще всего при встрече с кем-либо Красный Карлик смотрел на него своей страшной усмешкой, а затем издавал жуткое карканье, таким образом он смеялся.
Красный Карлик Детройта относится к типу „лютен“. Вообще, по легендам существо является защитником Детройта в штате Мичиган, но в современных интерпретациях оно как раз представляется предвестником беды и свирепым убийцей.

## Легенда
Считается, что родина Красного Карлика — это регион Нормандия на северо-западе Франции. Позже очевидцы Красного Карлика появились и в штатах Среднего Запада. Первая встреча Красного Карлика с человеком относится к 1701 году.
По легенде в 1701 году Красный Карлик напал на французского путешественника Антуана Ломе де Ла Мот-Кадильяка, на которого вскоре обрушилась стена бед, одна из которых — его полное разорение.
30 июля 1763 года существо видели солдаты незадолго до „Кровавой битвы“ (Battle of Bloody Run). В этой битве множество солдат британской армии погибло от рук индейцев под предводительством вождя Понтиака. Говорили, что через несколько дней приток реки Детройт был полностью красным от крови убитых солдат. А самого Карлика заметили пляшущим на берегу этой реки.
В 1805 году существо видели за несколько дней перед пожаром, что уничтожил большую часть Детройта.
В 1812 году его также наблюдали в тумане незадолго до того, как генерал Уильям Халл сдал форт Детройт англичанам в Англо-американской войне.
В октябре 1872 году Красного Карлика заметила девушка по имени Джейн Дейси. По ей словам, она убиралась в доме и когда вошла в одну тёмную комнату, то там она и увидела того самого Карлика. Джейн упала в обморок, а на следующий день была прикована к постели.
В 1884 году одна женщина утверждала, что существо напало на неё. Женщина смогла описать его и так же отметила, что на лице существа была зловещая ухмылка.
В 1964 году было совершено ещё одно нападение на человека.
В 1967 году Красного Карлика наблюдали за день до бунта в Детройте.
В марте 1976 года незадолго до огромного шторма два работника случайно увидели существо, которое карабкалось на холм. Рабочие посчитали, что это лез ребёнок. Они решили помочь ему, приблизились, и тут Красный Карлик повернулся к людям, посмотрел на них своим зловещим взглядом, захихикал своим каркающим смехом и убежал прочь.
В 1996 году существо снова было замечено недалеко от ночного клуба на автостоянке. Двое людей рассказали, что услышали некое карканье около одного из автомобилей. Красный Карлик стоял, склонившись над трупом. Его описали как старика-горбуна в красной рваной шубе.
Таким образом, стоит ещё раз отметить, что любая встреча где-либо с Красным Карликом — предзнаменование беды.

## Изгнание злого духа
Принято считать, что для того, чтобы избавиться от страха над духом Красного Карлика, нужно посмеяться над ним.
В последние годы в Детройте в определённый день проходит парад, где люди переодеваются в костюмы Красного Карлика, гуляют в них по городу. В конце данного мероприятия на главной площади города сжигается чучело маленького чертёнка. Таким образом, жители города изгоняют злого духа Карлика до следующего года. В костюмы люди одеваются затем, чтобы пришедший к ним в город дух Красного Карлика думал, что это вовсе не жители города, а его собратья и не гневался на них. Такой парад проходит в Детройте ежегодно с 2010 года.
В 2014 году на параде свою небольшую речь говорил мэр города Майк Дагган.